# Samagi Jana Balawegaya
Le Samagi Jana Balawegaya  est un parti politique srilankais, fondé en 2020 par Sajith Premadasa.

## Résultats électoraux

### Élections législatives
| Année | Voix      | %     | Sièges   | Position |
| ----- | --------- | ----- | -------- | -------- |
| 2020  | 2 771 980 | 23,90 | 54 / 225 | 2e       |
| 2024  | 1 968 716 | 17,66 | 40 / 225 | 2e       |